# Ginette Rivière Lubin
Pour les articles homonymes, voir Rivière (homonymie) et Lubin.
Marie Ginette Rivière Lubin est une médecin et femme politique haïtienne, ancienne ministre à la condition féminine et aux droits des femmes, née le 30 décembre 1947 aux Cayes et morte le 11 juillet 2021 aux États-Unis. 

## Biographie
Elle étudie à la faculté de médecine de l’Université d’État d’Haïti et se spécialise en santé publique, puis elle commence sa carrière au Service National d’Eradication de la Malaria (SNEM). Elle est ensuite nommée directrice générale de l’office d’assurance du travail et de la maternité (OFATMA) en 1995. 
Elle est ministre à la condition féminine et aux droits des femmes de 2001 à 2004, sous la présidence de Jean Bertrand Aristide. À son initiative est lancée la proposition de loi sur la « paternité responsable » qui est ensuite votée sous le nom de loi de «la paternité, la maternité et la filiation », le 10 mai 2010 à la chambre des députés et le 12 avril 2012, au sénat.
Elle s'implique dans plusieurs associations et, en 2011, elle devient présidente de l’association médicale haïtienne (AMH). Elle est également présidente de l’association de santé publique d’Haïti (ASPHA) et intègre le CAMSEH (club des anciennes ministres et secrétaires d’État d’Haïti).
Ginette Lubin créé aussi un centre de formation, le CEPFHA (centre d’éducation et de protection de la famille haïtienne). De 2011 à 2014, elle est doyenne de la faculté de médecine et des sciences de la santé, au sein de l'université de la fondation Dr Aristide (UNIFA). 
Testée positive au Covid-19 en juin 2021, elle est soignée dans un premier temps au centre de traitement du Covid à Delmas 2, elle est ensuite transférée aux États-Unis quand son cas empire. Malgré les soins, elle décède le 11 juillet 2021 des suites de complications liées au covid-19.